# 富山師範学校
富山師範学校（とやましはんがっこう）は、現在の富山大学教育学部の前身の一つとなった師範学校である。所在は現在の富山県富山市西田地方（にしでんじがた）付近であったが、1949年時点では現在の富山大学の敷地に所在していた。

## 沿革

### 新川県立期

#### 新川県講習所、新川県師範学校
- 1873年（明治6年) 10月3日　教員養成を目的として新川県講習所発足。北新町の民家を校舎に借用し開校[2]。
- 1875年（明治8年）
  - 6月　旧富山藩穀倉跡に洋風校舎を新築[2]。
  - 12月　新川県師範学校と改称する[2]。

### 石川県立期

#### 石川県富山師範学校、石川県第二師範学校、石川県富山小学師範学校
- 1876年（明治9年）	
  - 2月　師範学校に女子部が設けられる[3]。
  - 5月　新川県の石川県への編入により石川県富山師範学校と改称する[3]。
- 1877年（明治10年）11月7日　致遠中学校が師範学校内に設置（1880年（明治13年）11月に廃止）[3]。
- 1878年（明治11年）12月　石川県第二師範学校と改称する。同年12月12日[4]、旧藩校・広徳館跡地（富山税務署付近）に移転し、元の校舎は石川県第二女子師範学校に充てられた[2][3]。
- 1880年（明治13年）12月　石川県第二師範学校を石川県富山師範学校、石川県富山女子師範学校と改称[3]。
- 1881年（明治14年） 石川県富山小学師範学校と改称する。

### 富山県立期

#### 富山県富山師範学校、旧・富山県師範学校
- 1883年（明治16年） 現・富山県成立により富山県富山師範学校と改称する[3]。
- 1884年（明治17年） 富山県師範学校と改称する。

#### 富山県尋常師範学校
- 1886年（明治19年）	富山県尋常師範学校と改称する。

#### 富山県師範学校
- 1898年（明治31年） 文部省令により富山県師範学校となる。
- 1905年（明治38年）7月7日　師範学校男子部、西田地方に移転（本館と雨天体操場を県立高等女学校が引き継ぐ）[3][5]。
- 1913年（大正2年）　女子師範学校を一府八県連合共進会会場跡（堀川村）に移転。これにより旧師範学校の校地が全部、高等女学校が受け継ぐ[3]。
- 1917年（大正6年）3月29日　県立高等女学校、女子師範学校のある堀川の校舎へ移転[3]。

#### 富山県女子師範学校
- 1917年（大正6年）	富山県女子師範学校発足。

### 官立期

#### 富山師範学校
- 1943年（昭和18年） 国に移管され、官立富山師範学校となる。
- 1949年（昭和24年）  国立富山大学に包括される。

## 歴代校長
富山県師範学校（前身諸校を含む）
- 三宅五郎三郎：1886年8月18日 - （師範学校長）
- 三宅五郎三郎：1887年8月16日 - （尋常師範学校長）[6]
- 小野恒剛：1892年4月1日 - 1894年8月20日
- 桑原護一：1894年8月24日 - 1897年10月23日
- 内山行貫：1897年10月23日 - 1899年10月26日
- 赤木万二郎：1899年10月26日 - 1902年7月2日
- 安藤季雄：1902年7月28日 - 1912年2月22日
- 秋鹿見橘：1912年2月22日 - 1916年4月14日
- 古川正澄：1916年4月14日 -

富山県女子師範学校
- 佐々木松蔵：1917年3月14日 -
- 楠品次：1923年3月31日[7] -

富山師範学校
- 福富正吉:1943年4月1日[8] - 1945年1月25日[9]
- 伊東法俊:1945年1月25日[9] -
- 長谷川亀太郎：1947年 -

## 著名な出身者
- 杉原一雄 - 参議院議員・労働運動家
- 東一雄 - 洋画家
- 布尾良策 - 洋画家
- 大井義昌 - 氷見市長